# بلاستيدة ملونة
تتسم البلاستيدات الملونة أو الصانعات الملونة، (بالإنجليزية: Chromoplasts)‏ بغناها بالشحوم وفقرها للمواد البروتينية وكذلك تنتج أصباغاً شبيهة بالكاروتين carotenoides تكسب الأزهار والثمار والجذور ألوانها، وغالبا ما تكون هذه الأصبغة قابلة للذوبان في الشحوم. ونذكر منها الكاروتين carotene ذا اللون البرتقالي والصيغة (C40 H56) وهو أهمها، والليكوبين Lycopene ذا اللون الأحمر، والزانثوفيل أو اليصفور Xanthophylle ذا اللون الأصفر، والفيكوإكزانتين Fucoxanthine ذا اللون البني. للبلاستيدات chromoplasts أشكال متعددة، فقد تكون إبرية أو كروية أو مثلثية أو مستطيلة أو مفصصة.
كما يختلف أصلها باختلاف النوع النباتي، ففي جذور نبات الجزر تتشكل بدءاً من الصانعات البيضاء التي تحوي حويصلات حاملة للنشا، تفقد تدريجيا ليحل محله الكاروتين، الذي يحمل على صفائح وأنابيب من طبيعة شحمية بروتينية تلتف على نفسها داخل الحويصلة. أو أن تتشكل بدءاً من صانعات يخضورية تحوي عددًا من حبات النشا، كما في بتلات نبات الغلايول Glaieul التي يتلاشى النشا فيها ليحل مكانه إبر الكاروتين.وفي بعض الأزهار صفراء اللون مثل الأقحوان Chrysanthemum تتشكل صانعات اللون على جهين: ١- بدءاً من الصانعات الخضراء التي تفسد بنيتها الصفائحية، وتنقص مادتها الأساسية تدريجياً ويزداد حجم القطرات الشحمية التي تنحل فيها الاصبغة الشبيهة بالكاروتين ٢- بدءاً من طلائع الصانعات التي تتحول مباشرة إلى صانعات اللون الحاوية على عدد من القطرات الشحمية. أما في ثمار الفليفلة الحمراء Capsicum annum فتتشكل صانعات اللون بدءاً من صانعات اليخضور التي تفسد بنيتها الصفائحية، ويتشكل فيها عدد من الكريات الشحمية والحزم الليفية في جميع الاتجاهات، وهذه الحزم تبدو في المقطع العرضي مؤلفة من أنابيب شحمية دقيقة مملوءة بالأصبغة شبه الكاروتينية. تنحصر الوظيفة الرئيسية لصانعات اللون في1-بعثرة الحبوب 2-إلقاح الأزهار عن طريق ألوانها الزاهية التي تجذب الحشرات
صانعات اللون في نبات البندورة المغذية:
البندورة Lycopersicom esculentum
الفصيلة الباذنجانية solanaceae
العضو المدروس الثمرة الوسط الماء تعد ثمرة البندورة المغذية من الثمار اللحمية العنبية متعددة البذور، وتتألف كبقية الثمار العنبية من غلاف ثمري يتمايز إلى غلاف خارجي يتمثل بالقشرة الرقيقة اللامعة، وغلاف متوسط هو اللب اللحمي، وغلاف داخلي هو الطبقة الحاملة للمشيمة والبذور. يلاحظ تحت المجهر خلايا ضخمة يستقل بعضها عن بعض. كروية أو بيضوية، رقيقة الجدران الخلوية.
```
صباغ البندورة الأساسي هو صباغ أحمر اللون هو الليكوبين Lycopene كما يدخل معه نسب متفاوتة من أصبغة أخرى وهذا يسبب الاختلاف في اللون
```

يؤخذ بالملقط كمية من اللب ويوضع في الماء على الشريحة تهرس هذه الكمية بعد وضع الساترة فوقها بضغط الساترة بلطف لكي تنتشر الخلايا ثم توضع تحت المجهر ستجد أن شكل خلية البندورة كروي أو بيضوي وبداخلها الصانعات ويمكن أن يتبلور الليكوبين في الصانعات الخضراء ويصبح كالإبر فتسمى ابر الليكوبين النواة تحوي نوية وحولها الصانعات الملونة التي قد تكون غزيرة فتغطي النواة تماماً. تفحص بالتكبير القوي فنلاحظ أن هذه الصانعات هي حويصلات صغيرة شفافة تحوي داخلها إبرًا أو نقاطاً حمراء صغيرةً تتكون أساسًا من صباغ الليكوبين Lycopene الكاروتين الأحمر المسؤول عن لون ثمرة البندورة وقد نلاحظ هذه الإبر حرةً خارج الحويصلات.

## دراسة الفليفلة الحمراء

### الفليفلة الحمراء (Capsicum annuum)
الفصيلة الباذنجانية Solanaceae العضو الذي سندرسه هو الثمرة والوسط الماء
```
الفليفلة تتألف من ثلاث طبقات
```

1-الطبقة الخارجية وتكون شفافة
2-الطبقة الوسطى اللحمية وهي التي سندرسها وتحتوي على الصانعات
3- الطبقة الداخلية وهي الحاملة للبذور
بواسطة شفرة يتم عمل مقطع عرضي ويوضع تحت المجهر لنرى الصانعات اللون تكون الصانعات كروية متوزعة في السيتوبلاسما المحيطية وأحيانا تتوزع حول النواة حتى تغطيها بالكامل أما في المنتصف فتوجد فجوة عصارية ضخمة
يعود اللون الأحمر فيها إلى صباغ أساسي أحمر اللون هو الرودوكزانتين
Rhodoxanthin أو الكابسنتين وCapsanthin ويدخل معه أصبغة أخرى بنسب متفاوتة مثل وهذا يؤدي إلى اختلاف لون ثمرة الفليفلة ولكن تحت المجهر يكمن الاختلاف حيث أن الصانعات حمراء وليست خضراء
مركبات كاروتينوئيدية تحوي على حلقات ومؤكسدة:- الكابسنتين: Capsanthin
هو صباغ أحمر اللون نجده في ثمار نبات الفليفة الحمراء Capsicum.SP
```
الجزر البرتقالي Daucus carota
```

الفصيلة الخيمية Apiaceae
العضو المدروس هو الجذر الوسط هو الماء
يعود لون الجزر البرتقالي إلى صانعات ملونة تحوي صباغ الكاروتين البرتقالي ويتبلور الكاروتين على شكل بلورات سداسية الشكل ويمكن أن تكون أيضا عصوية أو ابرية وعدد الصانعات في الجزر قليل بالنسبة لبعض النباتات البندورة والفليفلة
تؤخذ شفرة ويعمل مقطع رقيق في القشرة أقرب إلى المحيط ويوضع في قطرة ماء على الشريحة ويعطى بالساترة ثم يوضع تحت المجهر.
- ألفا كاروتين: µ- carotene:

- بيتا كاروتين: B-carotene
غاما كاروتين:g-caroten حلقة واحدة في نهاية السلسة الخطية
الفرق بين صانعات اليخضور وصانعات اللون
1-صانعات اليخضور هي الصانعات التي تحوي على أصبغة خضراء تحوي مادة اليخضور الذي يساعد النباتات في عملية التركيب الضوئي صانعات اللون هي الصانعات التي تملك أصبغة بمختلف الألوان والتي تعطي الألوان للأزهار والثمار.
2- صانعات اليخضور تؤمن الغذاء للنبات أما صانعات اللون لا تستطيع أن تؤمن الغذاء للنبات
فوائد صانعات اللون: 1-صانعات اللون تعطي اللون لعديد من النباتات
2- بواسطة هذا اللون تستطيع أن تجذب الحشرات إلى الأزهار فيساعدها ذلك في عملية الإلقاح
3-وهي تجذب النحل فيمتص رحيق الأزهار ويعطي العسل
3-وتجذب العديد من الحيوانات بواسطة ألوانها الزاهية.
4-تعد صانعات اللون من مضادات الأكسدة.
5-وقد اكتشف حديثا إن إبر الليكوبينLycopene الموجودة في ثمار نبات البندورة والتي تعد صانعات اللون في هذا النبات فتعطيه اللون الأحمر تفيد في علاج سرطان الموثة(البروستات).
سرطان البروستات هو ثاني أكبر قاتل من وفيات الذكور في الولايات المتحدة كل سنة 31500 شخص يموتون من هذا المرض. وفقا لبيانات جمعية السرطان الأميركية تظهر أن في الولايات المتحدة في عام 2001، حوالي 198100 حالة جديدة من سرطان البروستات فيها. مخاطر الإصابة بالسرطان من زيادة الإصابة بسرطان البروستاتا مع التقدم في السن، وأكثر من 70 في المئة من الرجال تشخيص سرطان البروستاتا الذين تزيد أعمارهم عن 65 سنة من العمر.
بالإضافة إلى عوامل السن والعوامل الوراثية، والعوامل البيئية والعوامل الغذائية هي عوامل هامة جدا من تطور سرطان البروستات. وقد وجدت بعض الدراسات انخفاض خطر الإصابة بسرطان من هؤلاء الناس الذين يأكلون الكثير من منتجات الطماطم، استهلاك الطماطم ومنتجات الطماطم يمكن أن تقلل من مخاطر الإصابة بسرطان البروستاتا. الليكوبين هو واحد من الكاروتينات، هي واحدة من كبرى الكاروتينات الموجودة في البلازما البشرية. الليكوبين يلون الطماطم (البندورة) وغيرها من المواد الغذائية باللون الأحمر، في نفس الوقت هو صبغة الطبيعية من نبات والتوليف الجرثومية، لا يمكن للحيوانات تجميع هذه المادة. هذا هو واحد من أقوى مضادات الأكسدة وفعالة، والقدرة المضادة للأكسدة هو 2 مرة من البيتا كاروتين فيتامين (ه)، من 10 مرات.
في عام 1989، نشرت الخبراء الطبية الأمريكية دراسة هامة واختبار نظام غذائي معين ونمط الحياة، من خطر الإصابة بسرطان البروستاتا. بعد ست سنوات من خلال الاختبار، بدءا 000 14 من الرجال، وجدت أن الطماطم والفاصوليا والعدس والبازلاء، وهذه الأنواع تخفض خطر الإصابة بسرطان البروستات.
```
في دراسة أجرتها كلية الطب بجامعة هارفارد، واستبيانات لتقييم استهلاكهم اليومي من الكاروتينات المختلفة. استهلاك الليكوبين يقلل من خطر تأثير كبير فقط في الإحصاءات، وتصل إلى 21٪. يمكن ل 46 نوع من الأطعمة التي تحتوي على الكاروتينات تقليل خطر الإصابة بسرطان البروستات 
```

استهلاك الأسبوعية من الطماطم ومنتجات الطماطم في أكثر من 10، وتحسب وفقا ل82٪ من كمية اللايكوبين، من تلك التي استهلاك الأسبوعية من أقل من 1.5، للحد من خطر الإصابة بسرطان البروستاتا بنسبة 35٪. تبين الدراسات الحديثة أن الاستهلاك اليومي من المكملات الغذائية التي تحتوي على الليكوبين عن طريق الفم قد تكون قادرة على إبطاء نمو سرطان البروستاتا. في هذه الدراسة، و 26 تم تشخيصها حديثا، وفي تحديد المواقع السريرية من الرجال المصابين بسرطان البروستات عشوائيا لتناول الطعام ن = 11 الشفوي ملاحق تحتوي على الليكوبين 15mg، ن = 15 أو بدون الليكوبين مرتين في اليوم، لاتخاذ ثلاثة أسابيع. ووجد الباحثون ان مكملات اللايكوبين يمكن أن تزيد من مستوى الليكوبين في نسيج البروستات، لم تؤثر على المؤشرات الحيوية للنمو والتمييز، وضعف ضد الأعراض السريرية لسرطان البروستات. هذه النتائج تشير إلى أن الليكوبين تلعب دورا في الوقاية والعلاج من سرطان البروستاتا.
وقد أظهرت الدراسات أن امتصاص اللايكوبين من مجموعة متنوعة من المواد الغذائية في الواقع تقليل من خطر عدة أنواع من السرطان ذات الصلة. هذا يوضح المزيد من فوائد الطماطم ومنتجات الطماطم هي جزء من وصفات صحية، فإنها قد تقلل من خطر الإصابة بسرطان البروستات. تحتاج أيضا إلى الاستمرار في إجراء بحوث إضافية لدراسة الاستهلاك اليومي من الليكوبين، والعلاقة بين مستوى المحتوى الليكوبين والوقاية والعلاج من سرطان البروستات في الأنسجة البشرية. على وجه الخصوص،
الكاروتينوئيدات:
- تواجد الأصبغة الكاروتينوئيدية:1- تتواجد إما بجانب اليخضور ضمن الصانعة الخضراء
2- توجد ضمن الصانعات الملونة Chromoplasts
3- تترواح ألونها من الأصفر والأحمر والبرتقالي حتى البني
4- يمكن ملاحظتها في الكائنات النباتية الدنيا، أما في النباتات الراقية فتنتشر في مختلف أجزاء النبات فقد نجدها في الأزهار والثمار والجذور الدرنية أيضاً
- طيف الامتصاص:
تمتص الكاروتينوئيدات الضوء بشكل قوي في منطقة اللون الأزرق من الطيف المرئي ملاحظة: الكاروتينوئيدات تضم مركبات كاروتينية بالإضافة لأشباه الكاروتينات (كالأصبغة الكزانتوفيلية)
- البنية الكيميائية للأصبغة الكاروتينوئيدية:
تعتبر هذه الأصبغة من المركبات التربينية الرباعية Tetraterpenes.
هذه المركبات عبارة عن سلسلة خطية مكونة من 40 ذرة كربون
تشتق هذه المركبات من جزيئتين من جيرانيل بيروفوسفات ليعطي مركب وسيط يدعى الليكوبين، ومنه تخلّق باقي الكاروتينات.
مركبات الكاروتينوئيدات كثيرة وفي هذا البحث سأضع بعضها ملحق بالصيغة:
1- من الكاروتينات الخطية:
- الليكوبين Lycopene:
هو المكون لصباغ أحمر اللون، يتواجد في ثمار نبات البندورة Lycopersicum esculentum
كذلك يمكن ملاحظة هذا الصباغ في نبات البطيخ الأحمر Citrillus vulgaris وفي العنب الأحمر الليكوبين هي الصبغة الحمراء أو الصفراء أو البنية التي تتواجد في بعض الخضراوات والفواكه، كالطماطم والمشمش والشمام، والبطيخ، والجوافة الوردية، والجريب فروت ذي القلب الوردي، ولكنها تتواجد بتركيزات عالية في ذوات اللون الأحمر، وخاصة عصير الطماطم.
وقد أثبتت العديد من الدراسات الحديثة، قدرة هذه المادة الكيميائية علي الوقاية والحماية والتقليل من احتمالات الإصابة بالعديد من أنواع السرطانات، منها دراسة إيطالية أفادت بأن الأفراد الذين يأكلون الطماطم سبع مرات على الأقل أسبوعيا تقل لديهم بمقدار النصف، حالات الإصابة بسرطانات تجويف الفم، والبلعوم، والمريء، والمعدة، والمثانة، والقولون، وأن الأشخاص الذين يقل تركيز الليكوبين في دمائهم، هم الأكثر استهدافا للإصابة بسرطان البنكرياس بقيمة تبلغ خمسة أضعاف الآخرين، كما أشارت دراسة فسيولوجية إلى وجود علاقة إيجابية بين تناول أغذية الليكوبين والحماية من سرطان الثدي، وأظهرت أخرى أن أكثر من 25% من محبى تناول الطماطم ومنتجاتها لديهم حصانة من الإصابة بسرطانات القناة الهضمية بنسبة تتراوح ما بين 30 ، 60% ، بالمقارنة بغيرهم ممن لا يقبلون على أكلها.
كما أشارت دراسة نشرت في «المجلة الأمريكية لانتشار الأمراض بين السكان» إلى دور أغذية الليكوبين في مكافحة سرطان الرئة، لا سيما لدى المدخنين، حيث لاحظ الباحثون أن المدخنين الذين كانت دماؤهم تنطوى على تركيزات أكبر من الليكوبين، كانوا أقل عرضة للإصابة بالسرطان. كما لاحظوا أن أغذية الليكوبين تبدو فعالة تماما في تخفيض الإصابة بهذا الداء بنسبة بلغت 27%.
وتقول الدكتورة زينب هانم سلامة أستاذ باحث بقسم الكيمياء الحيوية النباتية بالمركز القومي للبحوث: تبرز أهمية الليكوبين من خلال قدرته الهائلة كمادة مضادة للأكسدة، مما يجعلها أكثر حماية ووقاية للجسم من تكون العديد من الخلايا السرطانية، وخاصة سرطان البروستاتا والمعدة والقولون، وسرطان عنق الرحم عند السيدات، كما أثبتت أحدث الأبحاث أنه يقلل من احتمالات الإصابة بأمراض القلب والشرايين، ويعمل على تقوية وزيادة كفاءة عمل جهاز المناعة، ويعالج ارتفاع الكوليسترول السيئ فيمنع تأكسده وتصلب جدران الشرايين. وفي دراسة أجريت في مستشفى النساء في بوسطن بالولايات المتحدة الأمريكية علي حوالي 40.000 سيدة، تتراوح أعمارهم مابين منتصف العمر وآخره، استمرت لأكثر من 7 سنوات، أثبتت أن 29% من النساء اللائي تناولن من 7 - 10 حصص من الأطعمة الغنية بالليكوبين، انخفضت لديهن مخاطر الإصابة بأمراض القلب، بالمقارنة بمن تناولوا حصص أقل (1-5 حصص)، وفي دراسة أخرى أظهرت أن 19% من الذين يتناولون الطماطم المطبوخة، قلت لديهم مخاطر الإصابة بسرطان البروستاتا، وقد لفت الباحثين النظر الي أن الليكوبين الموجود في الطماطم ليس هو المسئول الوحيد عن هذه الفوائد، ولكن بتآزره مع المركبات الأخرى الموجودة في الطماطم، هي التي منحته هذا التميز.